# فرودگاه شهرستان مور (تگزاس)
فرودگاه مور کانتی (تگزاس) (به انگلیسی: Moore County Airport (Texas)) یک فرودگاه همگانی بهره‌برداری هوایی است که یک باند فرود آسفالت دارد و طول باند آن ۱۸۲۹ متر است. این فرودگاه در شهر دوماس، تگزاس کشور ایالات متحده آمریکا قرار دارد و در ارتفاع ۱۱۲۸ متری از سطح دریا واقع شده‌است.